# Shinichiro Takahashi
Shinichiro Takahashi (高橋 真一郎 Takahashi Shinichir?), född 27 oktober 1957 i Hiroshima prefektur, är en japansk tidigare fotbollsspelare.
Takahashi började sin karriär 1980 i Toyo Industries (Sanfrecce Hiroshima). Han avslutade karriären 1993.